# Särkijärvi (sjö i Finland, Kajanaland, lat 64,97, long 28,12)
Särkijärvi är en sjö i Finland. Den ligger i kommunen Puolango i landskapet Kajanaland, i den centrala delen av landet, 600 km norr om huvudstaden Helsingfors. Särkijärvi ligger 191 meter över havet. Den är 1,6 meter djup. Arean är 34,6 hektar och strandlinjen är 3,16 kilometer lång. Sjön  ingår i Ijo älvs huvudavrinningsområde. 